# Jean Frédéric Augier
Jean Frédéric Augier (Kampen, 13 juni 1809 - 's Gravenhage, 16 november 1889) was een Nederlands waterbouwkundige.

## Opleiding en eerste werkkring

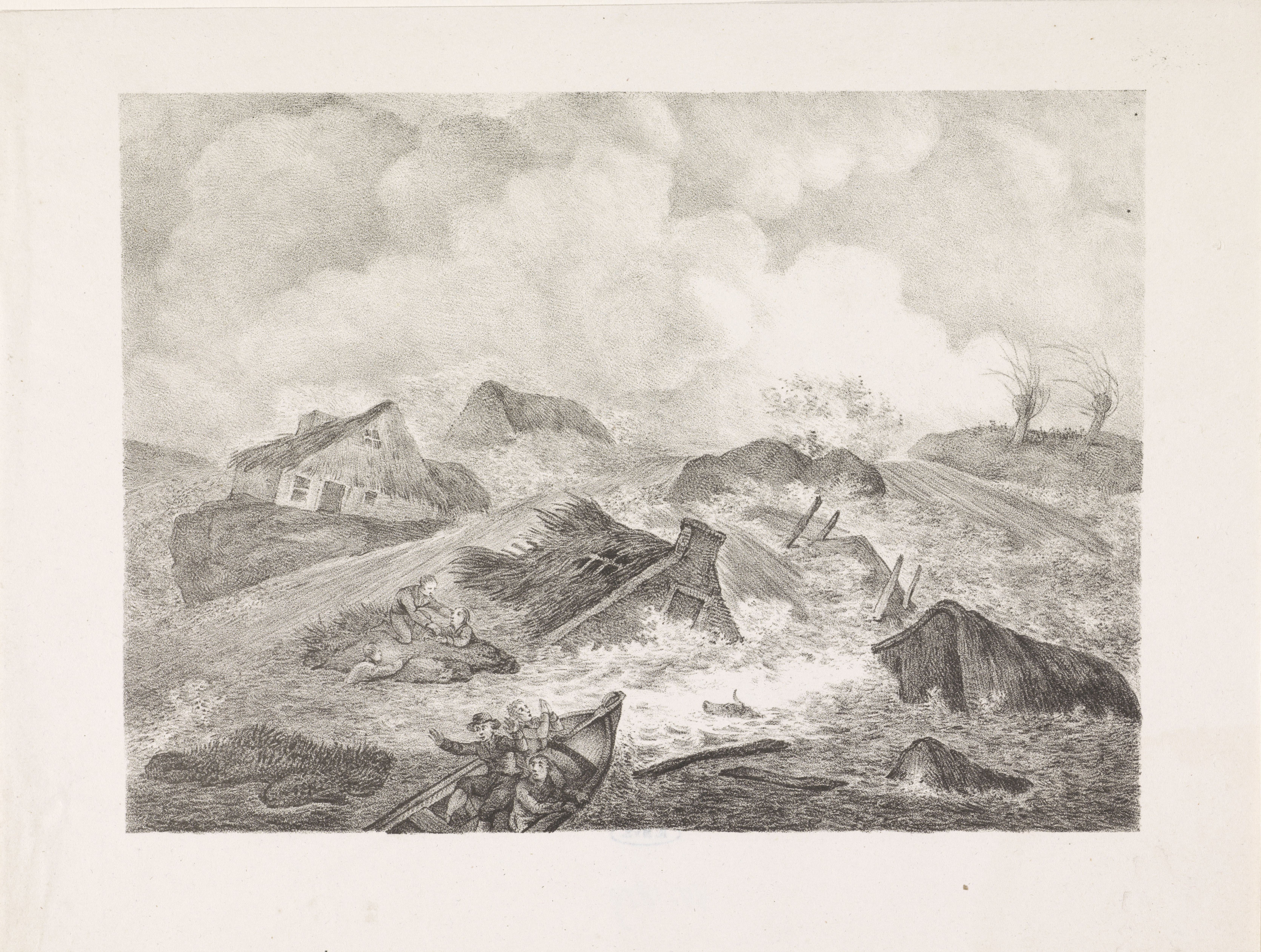
Doorbraak van de Kamperdijk in 1825

Hij maakte de watersnood van 1825 bewust mee en dat maakte dat hij bij de Waterstaat wilde werken. Bij die overstroming vielen 305 van de 379 slachtoffers in de streek rond Kampen.
Hij studeerde toen aan het athenaeum te Deventer, en was toen te oud om nog als cadet aan de militaire academie (dat was toen de standaard opleiding voor de waterbouwkunde) te kunnen worden toegelaten. Maar omdat tussen 1825 en 1830 de opleiding niet precies gedefinieerd was, kon men zich via een uitzonderingsprocedure, tot 1830 aanmeldden voor de Waterstaat zonder van die academie afkomstig te zijn. Hij werd in oktober 1830 tot opzichter benoemd, en was tot 1832 te Almelo geplaatst en vervolgens in Zwolle, als opzichter bij de te bouwen bruggen en tolhuizen in de weg van Zwolle naar Hengelo. In 1838 werd hij toegelaten tot het doen van examen voor aspirantingenieur, en hij slaagde hiervoor, zodat hij op 15 juli 1838 benoemd kon worden als aspirantingenieur.

## Overijssel
Hij werd geplaatst in 's-Gravenhage en legde onder ingenieur Anthonie Greve een schelpweg van Katendrecht naar Numansdorp aan, later in een grindweg veranderd. In december 1839 werd hij aan de commissie voor de droogmaking van het Haarlemmermeer toegevoegd; hij werkte hier onder Conrad en Beijerinck. Maar in september 1842 werd hij overgeplaatst naar Overijssel, met standplaats Zwolle, en belast met het maken van plannen voor kanalen. Van 1843 tot 1845 en van 1849 tot 1855 was hij ingenieur in het noordelijk arrondissement van Overijssel, in de eerste periode in standplaats Zwolle, in de tweede periode in Kampen. Van 1 juni 1845 tot 1 juli 1848 was hij met verlof uit rijksdienst en trad hij op 1 juni 1845 tegelijk met ir. Willem van Reede van Oudtshoorn in dienst bij de Overijsselsche Spoorwegmaatschappij. Zij verrichtten voor deze maatschappij met hulp van enige leerlingen van de Koninklijke Academie te Delft tal van waterpassingen en opnemingen, maar hun werk had geen gevolg, omdat de maatschappij in financiële moeilijkheden raakte.

## ‘s-Gravenhage
Van juli 1848 tot april 1849 was hij bij de algemene dienst te 's-Gravenhage werkzaam. Hij deed toen opmetingen langs de hoofdrivieren van het Rijk, in verband met het in te voeren stelsel van peilschalen onder leiding van Van der Kun. Daarna was hij weer kort arrondissements-ingenieur in Kampen. Op 1 april 1855 werd hij arrondissements-ingenieur te 's-Gravenhage. In december 1856 werd hij benoemd tot secretaris van de commissie tot onderzoek van klachten over de beteugeling van de killen in de Biesbosch en over de verhoging van de waterstand in de Waal bij St. Andries. De commissie bracht in 1858 haar eindrapport rapport uit.
Toen er in september 1859 een vacature van hoofdingenieur in Zeeland was, en Augier aan de beurt voor bevordering tot die rang was, verzocht hij voor deze bevordering niet in aanmerking te komen. Hij werd 1 mei 1866 benoemd tot hoofdingenieur in Zuid-Holland en kon dus in Den Haag blijven wonen, 1 juli 1874 ging hij met pensioen.

## KIvI
In oktober 1856 werd hij tot lid van het bestuur van het Koninklijk Instituut van Ingenieurs gekozen, en dit bleef hij tot juli 1865. Hij was ook een van de oprichters. In de verhandelingen van het KIvI zijn van zijn hand grafische weergaven van strandmetingen.

## Privé
Hij was de zoon van Isaac Augier, notaris en gemeentesecretaris van Kampen en Cornelia Jurriana van der Leithen. Hij trouwde op 27 augustus 1845 in Leeuwarden met Tettje Koemans Smeding. Zij kregen geen kinderen. Na zijn pensionering verhuisde hij weer naar Kampen, maar kwam in 1888 weer in Den Haag wonen. Hij werd benoemd tot Ridder in de orde van de Nederlandsche Leeuw. Ook ontving hij de zilveren medaille, ingesteld naar aanleiding van zijn werk tijdens de watersnood in de Bommelerwaard en de watersnood in het Land van Maas en Waal (beide in 1861).
Volgens Ramaer was hij een beminnelijk, zachtmoedig man, voor wie zijn ondergeschikten alles deden. Wegens zijn bijzonder grote ijver werden hem meer commissiën opgedragen dan aan zijn capaciteiten geëvenredigd was.
- Biografisch Portaal: 24907328
- Digitale Bibliotheek voor de Nederlandse Letteren: augi001
- International Standard Name Identifier: 0000 0003 9187 8363
- Nederlandse Thesaurus van Auteursnamen: 194923525
- Virtual International Authority File: 285824434